# 陆春龙
陆春龙（1989年4月8日—），江苏江阴人，中国男子蹦床运动员。

## 简历
陆春龙于1998年开始训练，2001年参加比赛。
2008年北京奥运会前，陆春龙击败国内名将叶帅，获得参赛资格，其后以黑马姿态夺得男子个人蹦床金牌，成为中国首个男子蹦床奥运冠军。
2012年，陆春龙参加伦敦奥运会蹦床比赛，获得铜牌，而其队友董栋则获得金牌。
2013年全運會後，陆春龙宣佈退役。2014年轉任蹦床裁判,2017年為天津全運會蹦床比賽裁判長。